# Auerbachia
Auerbachia är ett släkte av djur. Auerbachia ingår i familjen Auerbachiidae.
Auerbachia är enda släktet i familjen Auerbachiidae.
Kladogram enligt Catalogue of Life:
| Auerbachia | \| \| Auerbachia anomala \| \| \| \| \| \| Auerbachia monstrosa \| \| \| \| |
|            | \| \| Auerbachia anomala \| \| \| \| \| \| Auerbachia monstrosa \| \| \| \| |
|            | Auerbachia anomala                                                          |
|            |                                                                             |
|            | Auerbachia monstrosa                                                        |
|            |                                                                             |